# Oktober 2010
Portal Geschichte | Portal Biografien | Aktuelle Ereignisse | Jahreskalender | Tagesartikel

◄ |
20. Jahrhundert |
21. Jahrhundert

◄ |
1980er |
1990er |
2000er |
2010er
| 2020er | 2030er | 2040er

◄ |
2006 |
2007 |
2008 |
2009 |
2010
| 2011 | 2012 | 2013 | 2014 | ►

◄ |
Juli 2010 |
August 2010 |
September 2010 |
Oktober 2010 |
November 2010 |
Dezember 2010 |
Januar 2011 |
►
Dieser Artikel behandelt tagesbezogene Nachrichten und Ereignisse im Oktober 2010.

## Tagesgeschehen

### Freitag, 1. Oktober 2010

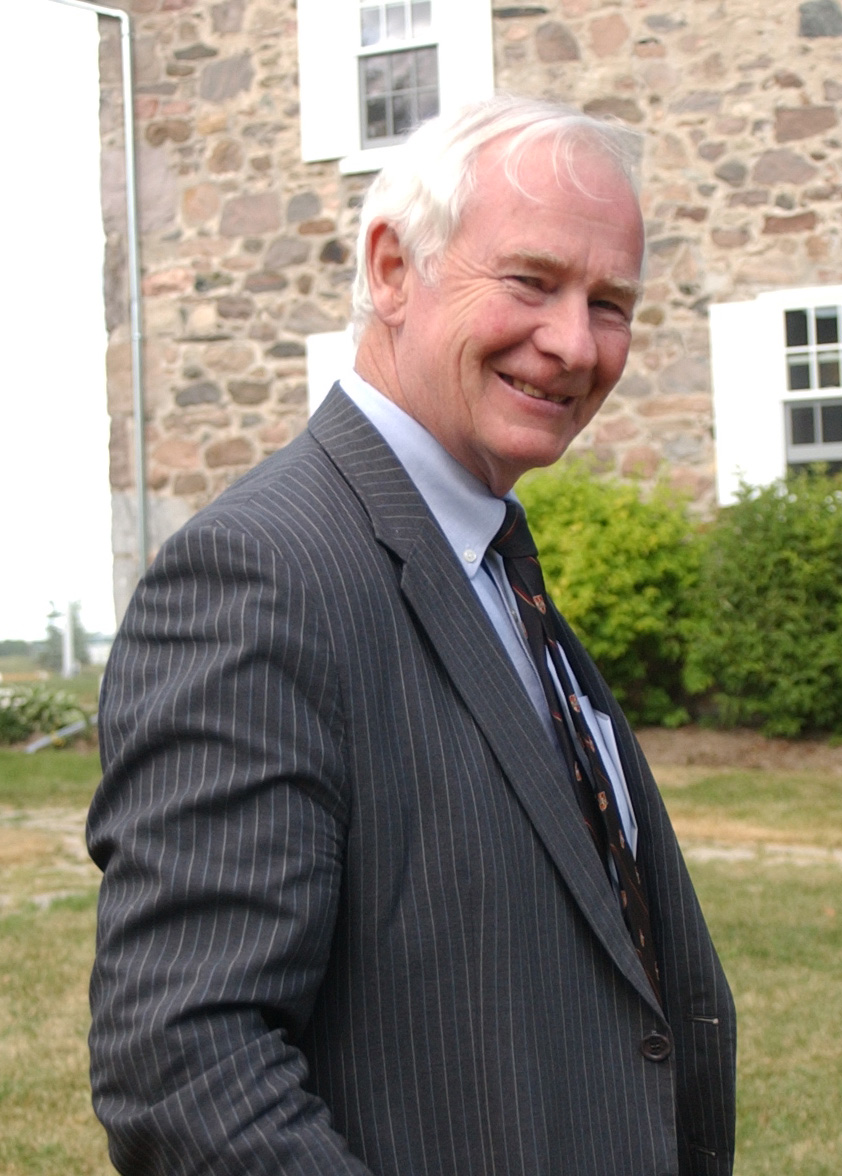
David Johnston (2007)

- Abuja/Nigeria: Bei einem Anschlag auf die Feierlichkeiten zum Unabhängigkeitstag kommen mindestens zwölf Menschen ums Leben und mehr als 17 weitere werden verletzt.[1]
- Essen/Deutschland: Nicolas Berggruen wird neuer Eigentümer von Karstadt.[2]
- Ottawa/Kanada: David Johnston wird als neuer Generalgouverneur von Kanada vereidigt und tritt somit die Nachfolge von Michaëlle Jean an.[3]
- Victoria de Durango/Mexiko: Bei einer Schießerei im Drogenkrieg im Bundesstaat Durango kommen mindestens 14 Menschen ums Leben.[4]

### Samstag, 2. Oktober 2010

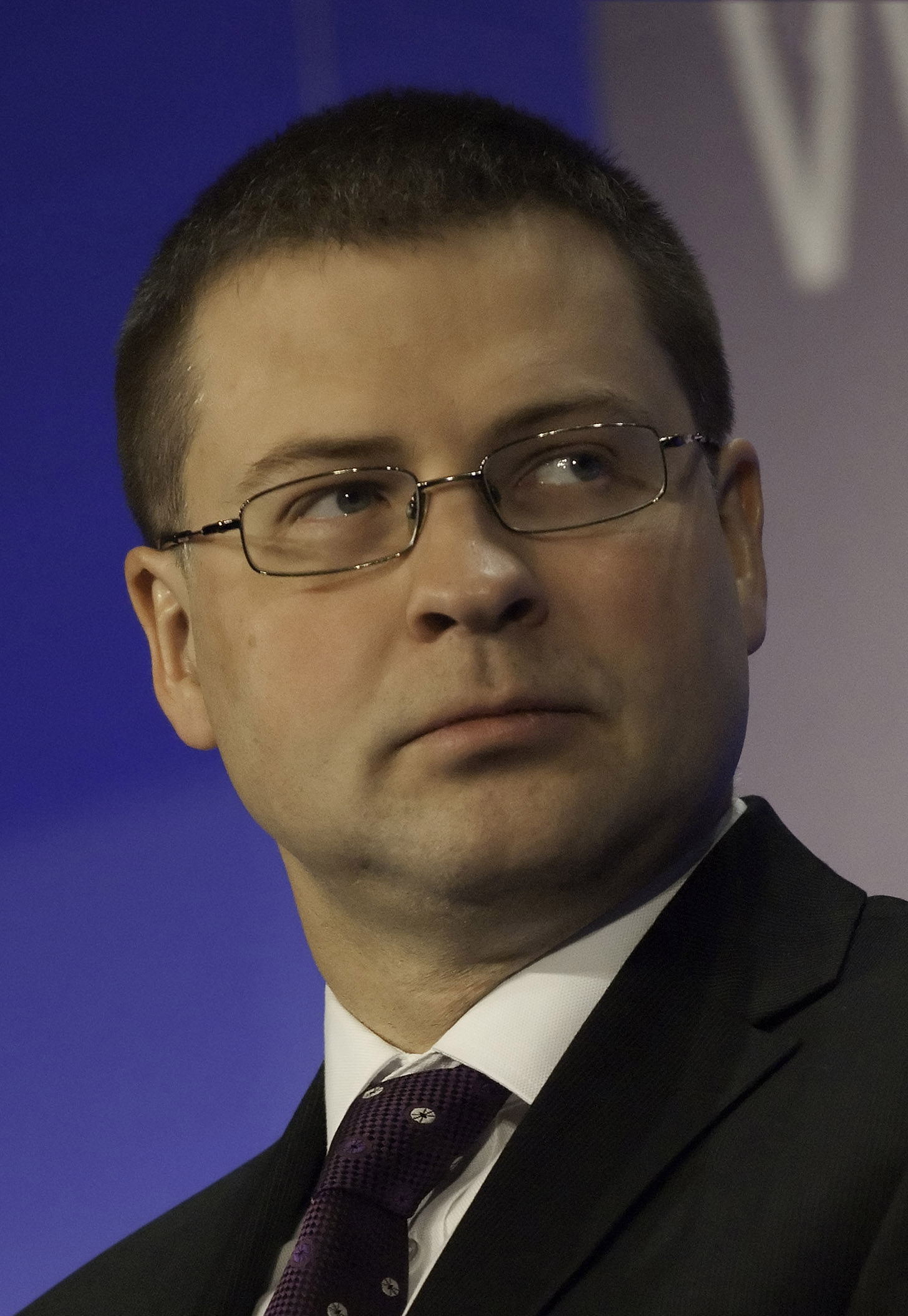
Valdis Dombrovskis

- Berlin/Deutschland: Der niederländische Politiker Geert Wilders besucht auf Einladung des CDU-Abgeordneten René Stadtkewitz die Stadt, der daraufhin aus der CDU-Fraktion im Abgeordnetenhaus ausgeschlossen wird.[5]
- Datta Khel/Pakistan: Bei US-Drohnenangriffen im Norden des Landes kommen mindestens 15 Menschen ums Leben.[6]
- Petarukan/Indonesien: Bei einem Zugunglück kommen mindestens 36 Menschen ums Leben und 13 weitere werden verletzt.[7]
- Riga/Lettland: Bei den Parlamentswahlen erlangt der regierende Einheitsblock von Valdis Dombrovskis 57 Prozent der Wählerstimmen, während das oppositionelle Harmoniezentrum 25,8 Prozent der Wählerstimmen erlangt.[8]

### Sonntag, 3. Oktober 2010
- Berlin/Deutschland: Die Laufzeit der Staatsanleihen, welche zur Vorfinanzierung der Reparationen aus der Zeit nach dem Ersten Weltkrieg aufgenommen wurden, endet. Die Forderungen waren bis zum 3. Oktober 1990 außer Kraft und bestanden anschließend 20 Jahre.[9]
- Brasília/Brasilien: Bei der Präsidentschaftswahl erlangt Dilma Rousseff 46,9 Prozent der Wählerstimmen, José Serra 32,6 Prozent und Marina Silva 19,3 Prozent. Dilma Rousseff und José Serra werden sich am 31. Oktober einer Stichwahl stellen.[10]
- Neu-Delhi/Indien: Eröffnung der Commonwealth Games 2010[11]
- Sarajevo/Bosnien und Herzegowina: Die Präsidentschafts- und Parlamentswahlen finden statt.[12]

### Montag, 4. Oktober 2010
- Frankfurt am Main / Deutschland: Die Schweiz-Ungarin Melinda Nadj Abonji wird für ihren Roman Tauben fliegen auf mit dem Deutschen Buchpreis ausgezeichnet.[13]
- Kolontár/Ungarn: Bei einem Dammbruch wird eine Fläche von etwa 40 Quadratkilometern durch ausgetretenen Rotschlamm verseucht, wobei mindestens sieben Menschen ums Leben kommen.[14]
- Stockholm/Schweden: Der Nobelpreis für Physiologie oder Medizin geht an den Briten Robert Edwards „für seine Entwicklung der In-vitro-Fertilisation“.[15]

### Dienstag, 5. Oktober 2010

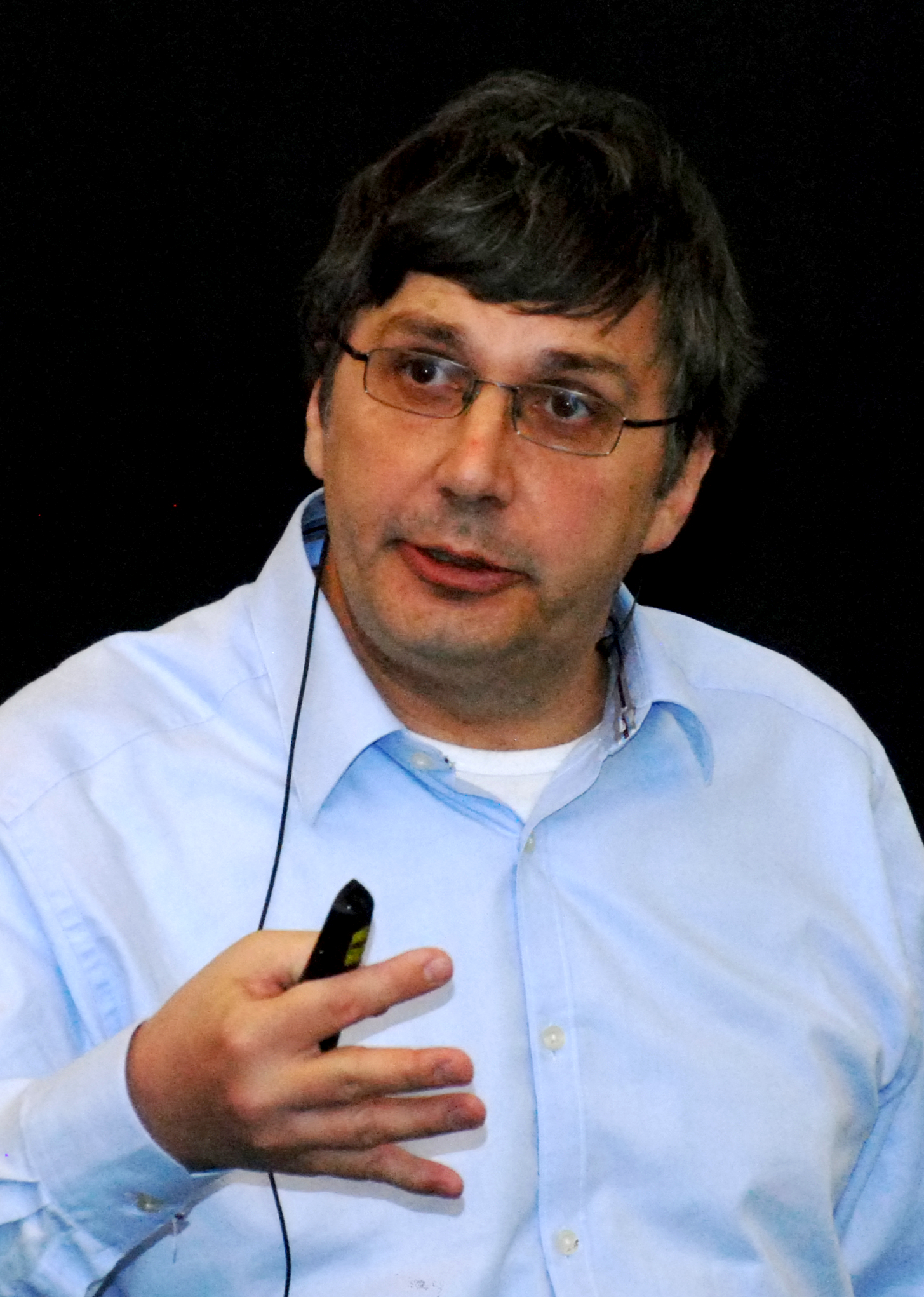
Andre Geim

- Stockholm/Schweden: Der Nobelpreis für Physik wird in diesem Jahr an die beiden russischen Physiker Andre Geim und Konstantin Novoselov „für grundlegende Experimente mit dem zweidimensionalen Material Graphen“ gehen.[16]

### Mittwoch, 6. Oktober 2010
- Duschanbe/Tadschikistan: Bei einem Helikopterabsturz in der östlichen Region Rasht kommen mindestens 28 Menschen ums Leben.[17]
- Stockholm/Schweden: Der Nobelpreis für Chemie geht an den US-amerikanischen Chemiker Richard F. Heck und die beiden Japaner Ei-ichi Negishi und Akira Suzuki „für Palladium-katalysierte Kreuzkupplungen in organischer Synthese“.[18]

### Donnerstag, 7. Oktober 2010

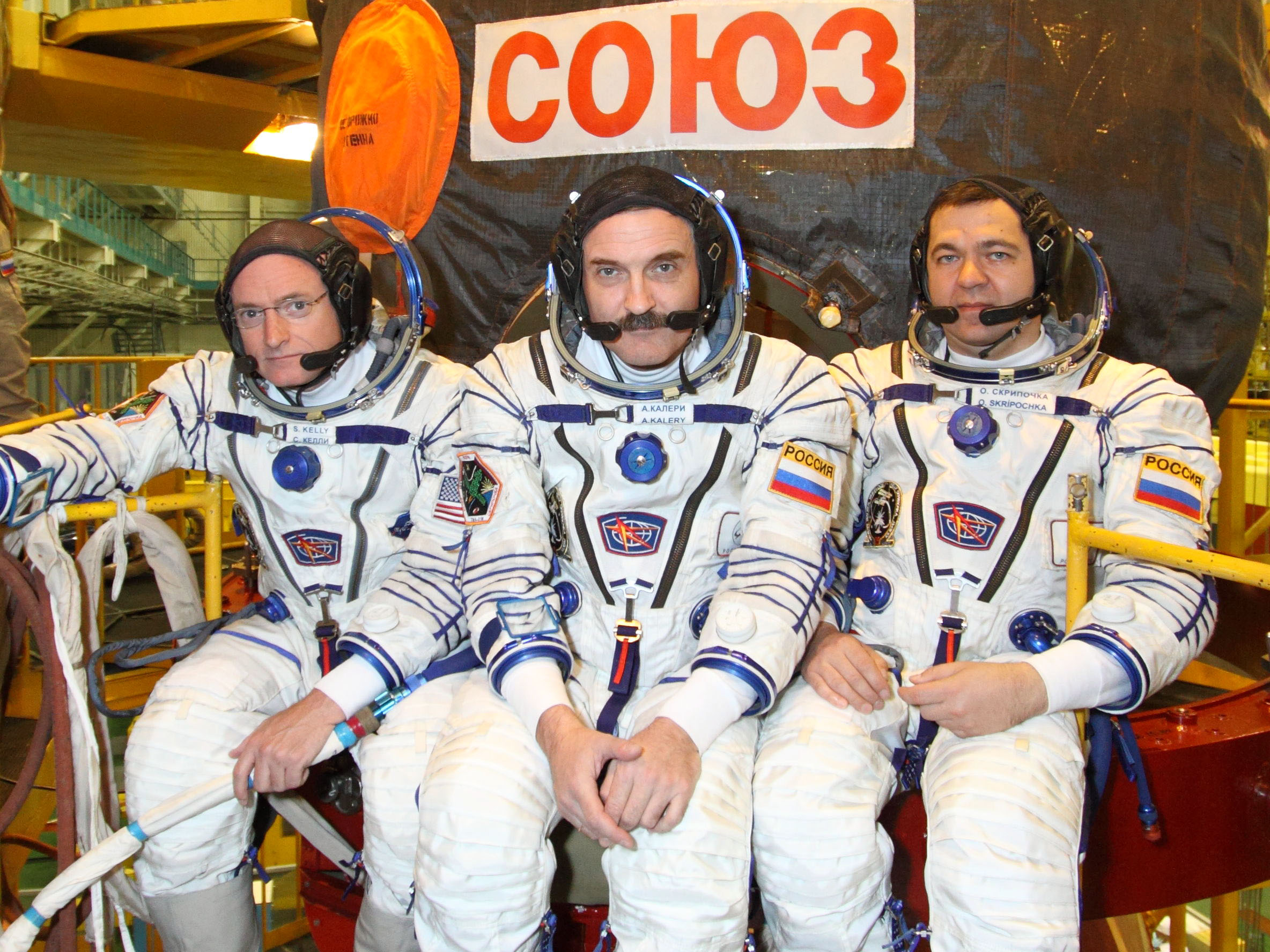
V. l. n. r.: Scott Kelly, Alexander Kaleri, Oleg Skripotschka

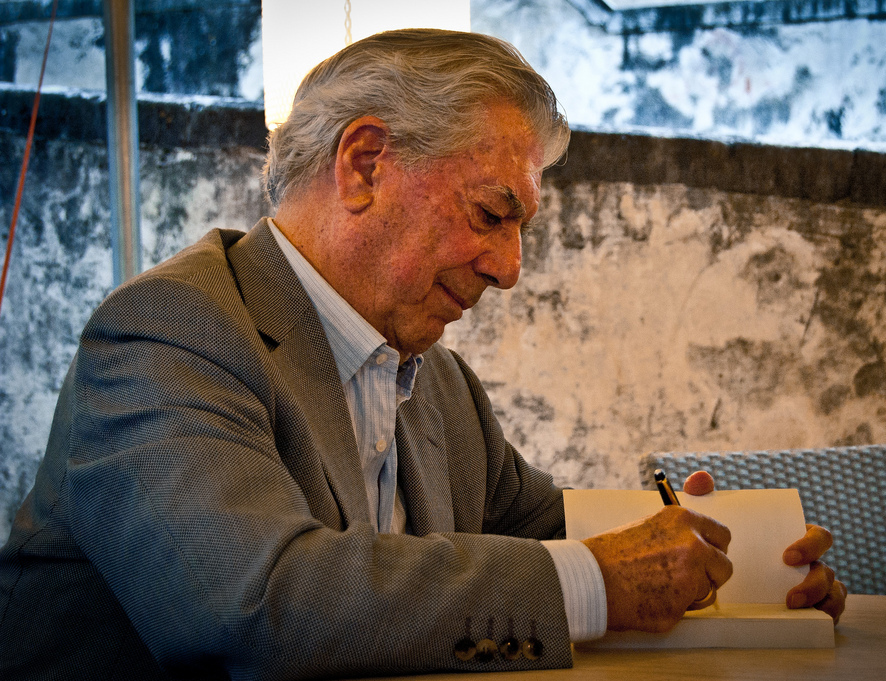
Mario Vargas Llosa

- Asien: Nach schweren Unwettern kommen in der Volksrepublik China, Indonesien und Vietnam mindestens 140 Menschen ums Leben.[19][20]
- Baikonur/Kasachstan: Start der Sojus-Mission TMA-01M zur Internationalen Raumstation.[21]
- Stockholm/Schweden: Der Nobelpreis für Literatur wird in diesem Jahr dem peruanischen Schriftsteller Mario Vargas Llosa „für seine Kartographie der Machtstrukturen und scharfkantigen Bilder individuellen Widerstands, des Aufruhrs und der Niederlage“ verliehen werden.[22]

### Freitag, 8. Oktober 2010
- Oslo/Norwegen: Der Friedensnobelpreis geht an den chinesischen Schriftsteller und Dissidenten Liu Xiaobo „für seinen langen und gewaltfreien Kampf für die grundlegenden Menschenrechte in China“.[23]

### Samstag, 9. Oktober 2010

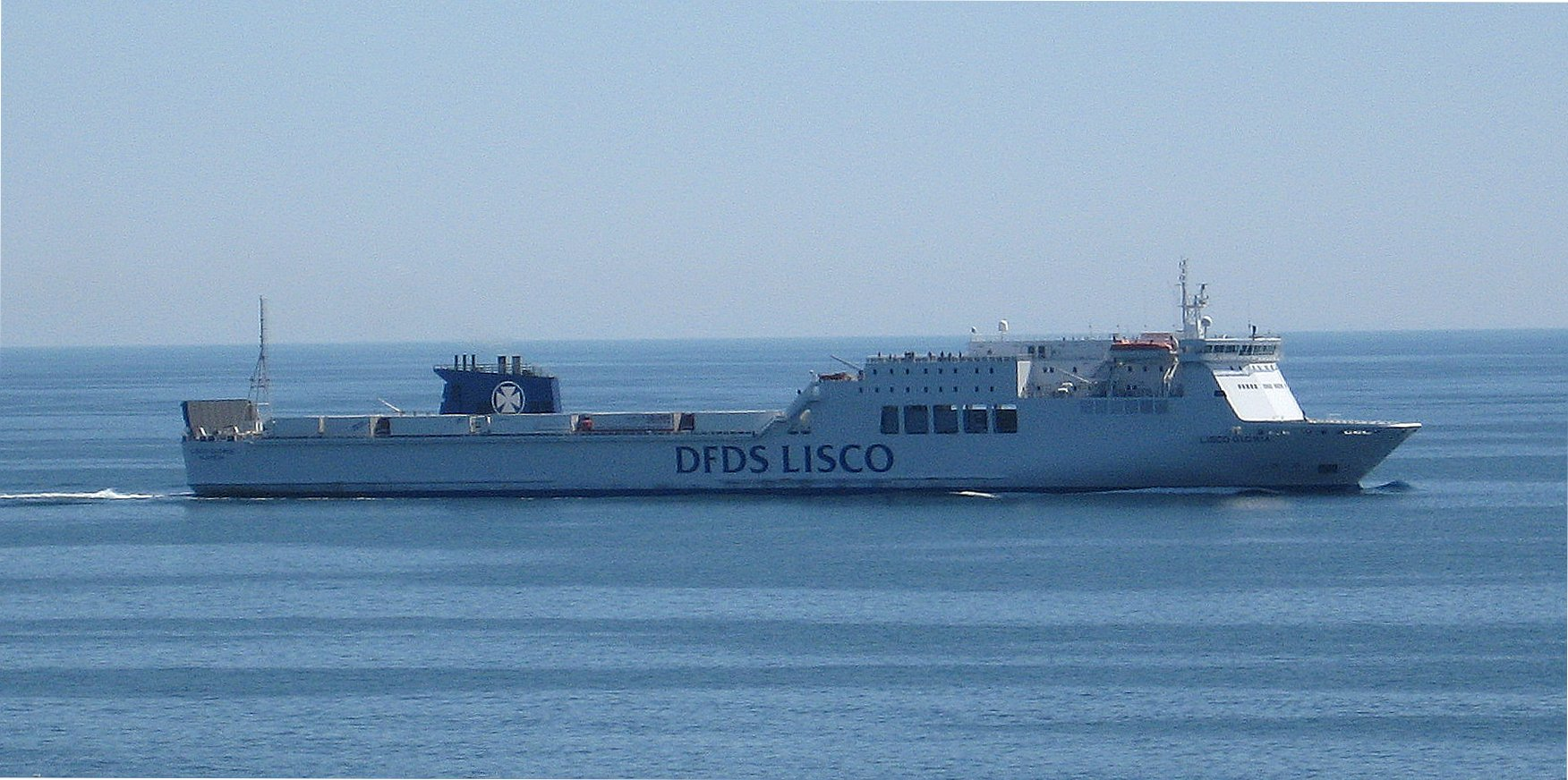
Lisco Gloria

- Fehmarn/Deutschland: Die litauische Fähre Lisco Gloria geht im Fehmarnbelt nach einer Explosion in Flammen auf; die über 200 Passagiere an Bord können gerettet werden.[24]
- Kailua-Kona / Vereinigte Staaten: Der Ironman Hawaii endet mit Siegen der Australier Mirinda Carfrae bei den Frauen und Chris McCormack bei den Herren.[25][26]

### Sonntag, 10. Oktober 2010

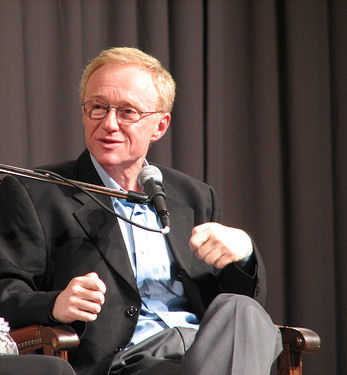
David Grossman (2007)

- Amsterdam/Niederlande: Die Niederländischen Antillen werden aufgelöst und Curaçao sowie Sint Maarten werden autonome Gebiete innerhalb des Königreiches der Niederlande. Die BES-Inseln Saba, Sint Eustatius und Bonaire werden zu besonderen Gemeinden.[27]
- Bischkek/Kirgisistan: Bei der Parlamentswahl kommt die Ata-Schurt-Partei auf 8,88 Prozent, die Sozialdemokratische Partei auf 8,04 Prozent, die Ar-Namys-Partei auf 7,74 Prozent, die Respublika-Partei auf 7,24 Prozent und die Ata-Meken-Partei auf 5,6 Prozent der abgegebenen Wählerstimmen.[28]
- Frankfurt am Main / Deutschland: Am Schlusstag der Buchmesse wird dem israelischen Schriftsteller David Grossman der Friedenspreis des Deutschen Buchhandels verliehen.[29]
- Wien/Österreich: Bei der Landtags- und Gemeinderatswahl wird die SPÖ mit 44,34 Prozent der Stimmen stärkste Kraft vor der FPÖ mit 25,77 Prozent. Die ÖVP und die Grünen sind ebenfalls im künftigen Stadtsenat vertreten.[30] Bei der Bezirksvertretungswahl wird die SPÖ mit 41,27 Prozent der Stimmen stärkste Kraft vor der FPÖ mit 23,53 Prozent. Die ÖVP erlangt 15,58 Prozent und die Grünen erreichen 15,18 Prozent der Wählerstimmen.[31]

### Montag, 11. Oktober 2010
- Berlin/Deutschland: Dem aktuellen Welthunger-Index zufolge leiden weltweit 925 Millionen Menschen an Hunger. Gravierend ist die Lage in der Demokratischen Republik Kongo, in Burundi, Eritrea und im Tschad.[32]
- Stockholm/Schweden: Der Wirtschaftsnobelpreis geht an die Wirtschaftswissenschaftler Peter A. Diamond, Dale Mortensen und Christopher Pissarides „für ihre Analyse von Märkten mit Friktion“.[33]

### Dienstag, 12. Oktober 2010
- Dnipropetrowsk/Ukraine: Beim Zusammenstoß eines Busses mit einem Zug kommen mindestens 40 Menschen ums Leben und mehr als zehn weitere werden verletzt.[34]
- Nowe Miasto/Polen: Bei einem Busunglück kommen mindestens 18 Menschen ums Leben und ein weiterer wird verletzt.[35]

### Mittwoch, 13. Oktober 2010
- Atlanta / Vereinigte Staaten: Erstmals wird ein Mensch in einem Krankenhaus mit Nervenzellen therapiert, die aus embryonalen Stammzellen gezüchtet wurden.[36]
- Copiapó/Chile: 69 Tage nach dem Grubenunglück von San José werden die 33 verschütteten Bergleute gerettet.[37]

### Donnerstag, 14. Oktober 2010
- Berlin/Deutschland: Erstmals wird an den Universitäten Osnabrück, Münster und Tübingen ein Studiengang für die Ausbildung von Imamen eingeführt.[38]
- Neu-Delhi/Indien: Abschluss der Commonwealth Games 2010; mit 74 Siegen wird Australien erfolgreichste Nation.[39]
- Peking/China: Eine Gruppe von 23 ehemaligen einflussreichen Offiziellen der Kommunistischen Partei schreibt einen offenen Brief an die Regierung, in dem sie unter anderem die Zensurpolitik kritisieren und einige Reform-Ideen anbringen.[40]
- Rom/Italien: Die Ernährungs- und Landwirtschaftsorganisation der Vereinten Nationen erklärt die Rinderpest für ausgerottet.[41]

### Freitag, 15. Oktober 2010
- Sedrun/Schweiz: Finaler Durchstich am Gotthard-Basistunnel, dem mit 57 km längsten Eisenbahntunnel der Welt.[42]

### Samstag, 16. Oktober 2010
- Priština/Kosovo: Die seit Ende 2007 amtierende Koalitionsregierung zerbricht, nachdem LDK-Parteichef Fatmir Sejdiu wegen des Streites mit der Mehrheitspartei PDK und Premier Hashim Thaçi über die Privatisierung von Post und Telekom den Austritt ankündigt.[43]
- Zhengzhou/China: Bei einem Grubenunglück in der Provinz Henan kommen mindestens 26 Menschen ums Leben und elf weitere werden noch vermisst.[44]

### Sonntag, 17. Oktober 2010
- Vatikanstadt: Papst Benedikt XVI. spricht sechs Personen heilig: Die Australierin Mary MacKillop, den Polen Stanisław Kazimierczyk, den Kanadier André Bessette, die beiden Italienerinnen Camilla Battista Varano und Giulia Salzano und die Spanierin Cándida María de Jesús.[45]

### Montag, 18. Oktober 2010
- Nagoya/Japan: Beginn der zehnten Vertragsstaatenkonferenz zur biologischen Vielfalt, auf der unter anderem Maßnahmen gegen die anhaltende Naturzerstörung und Probleme der Biopiraterie verhandelt werden.[46]

### Dienstag, 19. Oktober 2010

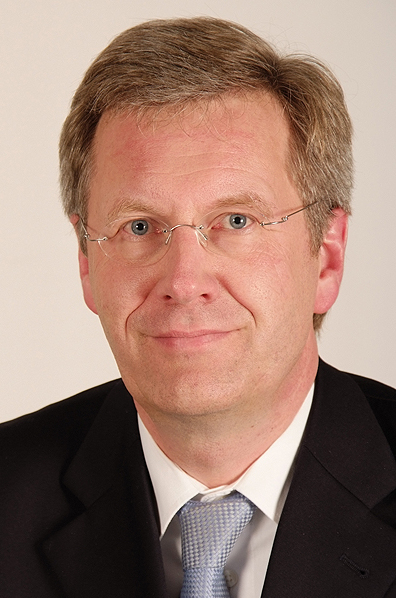
Christian Wulff

- Ankara/Türkei: Erstmals hält mit Christian Wulff ein deutscher Bundespräsident eine Rede in der Großen Nationalversammlung.[47]
- Asien: Der Taifun Megi fordert auf den Philippinen mindestens 36 Todesopfer, während durch Unwetter in Vietnam mindestens 35 Menschen ums Leben kommen.[48]
- Cotonou/Benin: Durch anhaltend starke Regenfälle treten die Flüsse Mono und Queme über die Ufer, wovon rund 680.000 Menschen betroffen sind und rund 100.000 Menschen obdachlos werden; in der Großstadt infizieren sich etwa 800 Menschen mit der Cholera.[49]
- London / Vereinigtes Königreich: Premierminister David Cameron kündigt im Unterhaus an, dass die rund 20.000 Soldaten der Streitkräfte in Deutschland bereits bis 2020 vollständig abgezogen werden.[50]

### Mittwoch, 20. Oktober 2010
- London / Vereinigtes Königreich: Finanzminister George Osborne gibt die Details eines Sparprogramms zur Haushaltskonsolidierung bekannt. Demnach werden im Staatsdienst 490.000 Arbeitsplätze eingespart und die Etats der einzelnen Ressorts um durchschnittlich 19 Prozent gekürzt.[51]
- Straßburg/Frankreich: Das Europaparlament beschließt einen EU-weiten einheitlichen arbeitsrechtlichen Mutterschaftsurlaub von 20 Wochen.[52]

### Donnerstag, 21. Oktober 2010

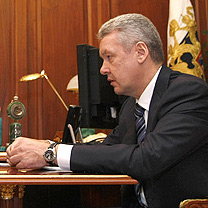
Sergei Sobjanin

- Düsseldorf/Deutschland: Der stellvertretende Vorsitzende der FDP und Vorsitzende der FDP Nordrhein-Westfalen Andreas Pinkwart tritt von allen Ämtern zurück.[53]
- Moskau/Russland: Vier Wochen nach der Entlassung von Juri Luschkow wird der Vize-Premierminister Sergei Sobjanin zum Bürgermeister der Stadt gewählt.[54]
- Straßburg/Frankreich: Das Europäische Parlament vergibt den diesjährigen Sacharow-Preis an den kubanischen Regimekritiker Guillermo Fariñas. Die Preisverleihung findet am 15. Dezember in Straßburg statt.[55]

### Freitag, 22. Oktober 2010
- Asien: Durch Unwetter kommen in Thailand mindestens 32 Menschen ums Leben, während der Taifun Megi in Taiwan mindestens elf Menschen das Leben kostet.[56]
- Ciudad Juárez / Mexiko: Bei einem Überfall werden mindestens 13 Menschen erschossen und mehr als 15 weitere verletzt.[57]
- Istanbul/Türkei: Staatspräsident Abdullah Gül und der deutsche Bundespräsident Christian Wulff legen im Stadtteil Beykoz den Grundstein für die Deutsch-Türkische Universität.[58]
- Stuttgart/Deutschland: Die erste Schlichtungsrunde zum umstrittenen Bauprojekt Stuttgart 21 mit Heiner Geißler beginnt.[59]
- Tel Aviv / Israel: Der Schachgroßmeister Alik Gershon stellt nach 19 Stunden und 523 Partien einen neuen Rekord im Simultanschach auf und verdrängt damit den Iraner Morteza Mahjoub.[60]

### Samstag, 23. Oktober 2010

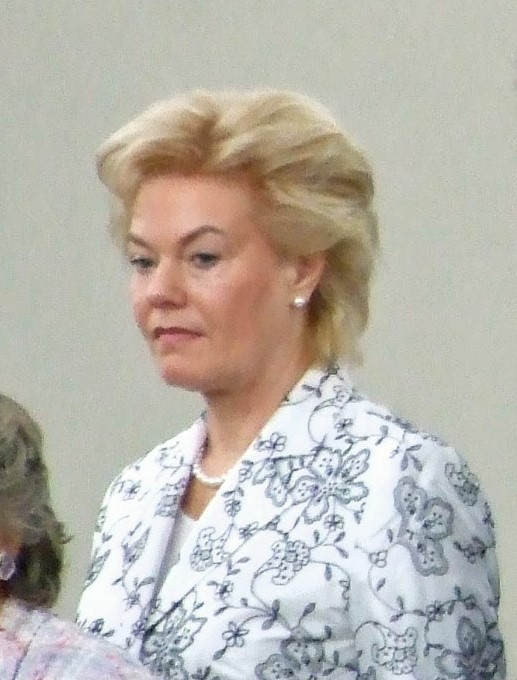
Erika Steinbach (2007)

- Augsburg/Deutschland: Konrad Zdarsa wird in das Amt des Bischofs von Augsburg eingeführt und tritt damit die Nachfolge von Walter Mixa an.[61]
- Berlin/Deutschland: Erika Steinbach (CDU) wird als Präsidentin des Bundes der Vertriebenen wiedergewählt.[62]
- Darmstadt/Deutschland: Der Berliner Schriftsteller Reinhard Jirgl wird mit dem Georg-Büchner-Preis ausgezeichnet.[63]
- Manama/Bahrain: Erster Durchgang der Parlamentswahl[64]
- Port-au-Prince/Haiti: Neun Monate nach dem schweren Erdbeben wird das Land von einer Choleraepidemie getroffen, durch die mehr als 138 Menschen ums Leben kommen.[65]
- Washington, D.C. / Vereinigte Staaten: Die Internet-Plattform WikiLeaks veröffentlicht etwa 400.000 geheime Dokumente der US-Streitkräfte zum Irakkrieg.[66]

### Sonntag, 24. Oktober 2010
- Nairobi/Kenia und Mogadischu/Somalia: Vor der kenianischen Küste wird der Flüssiggastanker „York“ und vor der somalischen Küste das deutsche Frachtschiff „Beluga Fortune“ von Piraten gekapert.[67]
- Omsk/Russland: Otto Schaude wird in das Amt des Bischofs der Evangelisch-Lutherischen Kirche Ural, Sibirien und Ferner Osten eingeführt und tritt damit die Nachfolge von August Kruse an.[68]
- Tijuana/Mexiko: Bei einem Überfall kommen mindestens 13 Menschen ums Leben.[69]

### Montag, 25. Oktober 2010

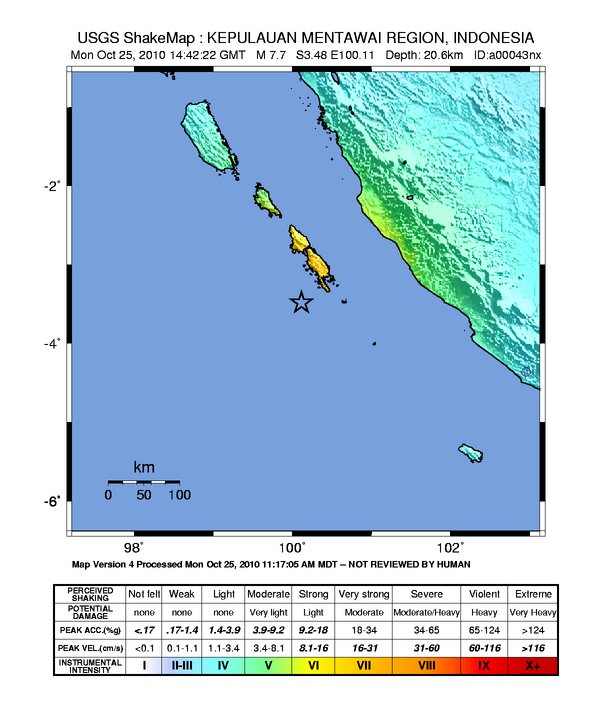
Schematische Darstellung des Erdbebens in Indonesien

- Jakarta/Indonesien: Durch ein Erdbeben vor Sumatra der Stärke 7,7 Mw und einen darauffolgenden Tsunami kommen mindestens 449 Menschen ums Leben und mehr als 400 weitere werden vermisst.[70]

### Dienstag, 26. Oktober 2010
- Bagdad/Irak: Der ehemalige Außenminister und Vizepremierminister Tariq Aziz wird wegen seiner Rolle bei der „Vernichtung religiöser Parteien“ vom Obersten Gerichtshof zum Tode verurteilt.[71]
- Berlin/Deutschland: Ein stromgetriebener Audi A2 legt die rund 600 Kilometer von München nach Berlin ohne Nachladen der Akkus zurück und stellt damit einen neuen Reichweitenrekord für Elektroautos auf.[72]

### Mittwoch, 27. Oktober 2010
- Berlin/Deutschland: Arbeitsministerin Ursula von der Leyen verkündet, dass die Erwerbslosenzahl erstmals seit 1992 auf unter drei Millionen Menschen gesunken ist. Allerdings wurde in der Zwischenzeit auch die Berechnungsmethode geändert.[73]
- Tepic/Mexiko: Bei einem Überfall kommen mindestens 15 Menschen ums Leben und drei weitere werden verletzt. Als Ursache werden Streitigkeiten im Bereich der organisierten Drogenkriminalität vermutet.[74]

### Donnerstag, 28. Oktober 2010
- Berlin/Deutschland: Im Bundestag wird die Laufzeitverlängerung der Kernkraftwerke mehrheitlich beschlossen.[75]

### Freitag, 29. Oktober 2010
- Baquba/Irak: Bei einem Selbstmordanschlag kommen mindestens 30 Menschen ums Leben und mehr als 70 weitere werden verletzt.[76]

### Samstag, 30. Oktober 2010
- San Pedro Sula/Honduras: Bei einem Überfall kommen mindestens 14 Menschen ums Leben.[77]

### Sonntag, 31. Oktober 2010

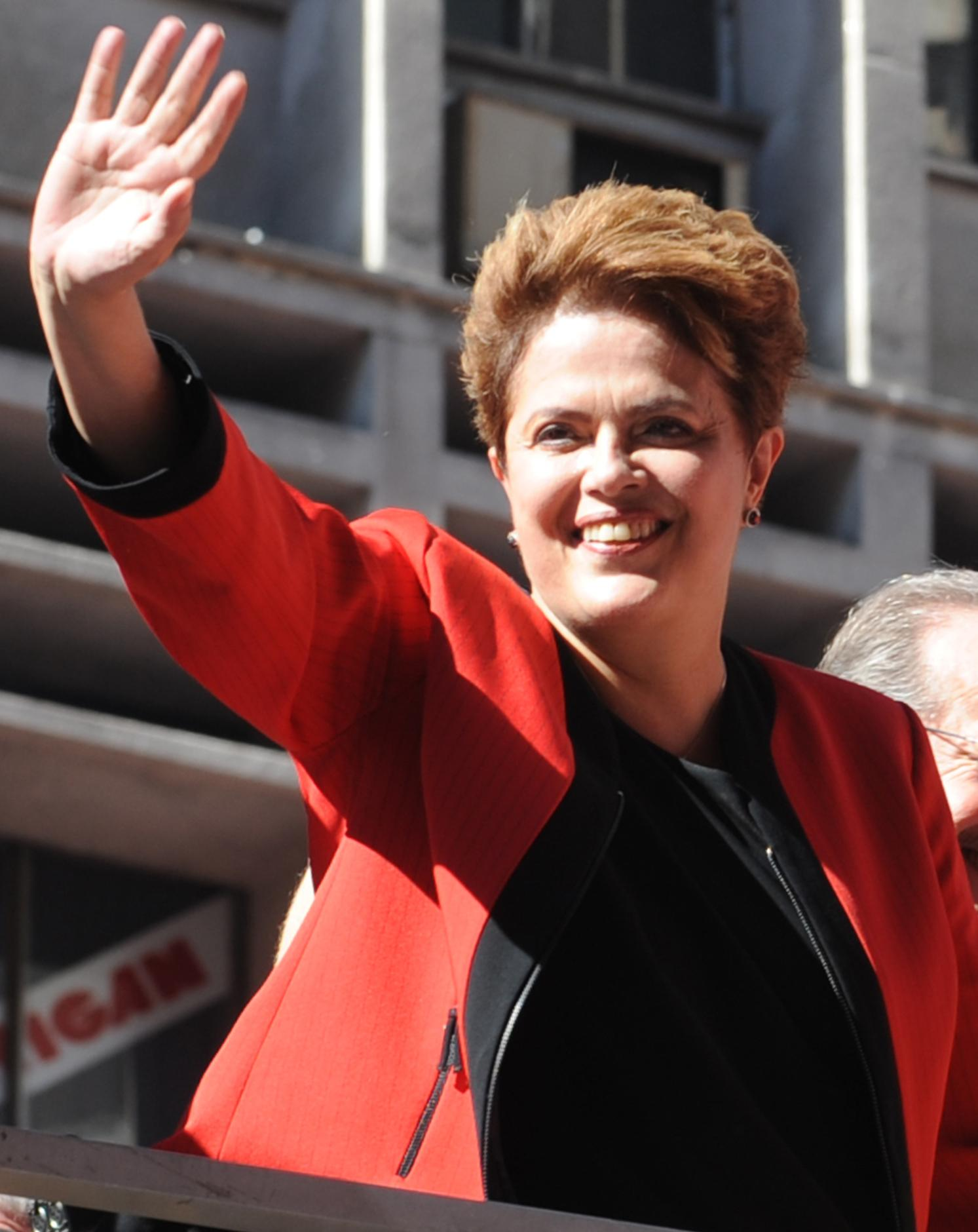
Dilma Rousseff

- Bagdad/Irak: Bei einem Terroranschlag auf eine Chaldäisch-Katholische Kirche kommen 52 Menschen ums Leben und weitere 67 werden verletzt.[78]
- Brasília/Brasilien: Bei der Stichwahl um das Präsidentenamt gewinnt mit 55,4 % der Wählerstimmen die Regierungskandidatin Dilma Rousseff; sie wird damit erstes weibliches Staatsoberhaupt ihres Landes als Nachfolgerin von Lula da Silva.[79]
- Dodoma/Tansania: Bei der Präsidentschaftswahl wird Amtsinhaber Jakaya Kikwete mit 62,8 % der Wählerstimmen wiedergewählt.[80]
- Frankfurt am Main / Deutschland: Der Kenianer Wilson Kipsang stellt beim Frankfurt-Marathon mit 2:04:57 h eine Streckenbestzeit auf und wird damit zum achtschnellsten Menschen über diese Distanz. Auch seiner Landsfrau Caroline Cheptanui Kilel gelingt mit 2:23:25 h eine deutliche Steigerung des Kursrekords.[81]
- Manama/Bahrain: Beim zweiten Durchgang der Parlamentswahl erzielen Unabhängige überraschende Erfolge und werden nach der schiitischen Wifak (18 der 40 Mandate) die zweitstärkste Gruppe (15). Die Islamisten von El Asala und der Moslem-Bruderschaft El Menbar schrumpfen auf 5 Sitze. König Hamad bin Isa Al Chalifa beauftragt seinen Onkel Prinz Chalifa mit der Regierungsbildung.[82]
- Yamoussoukro/Elfenbeinküste: Bei den Präsidentschaftswahlen erreicht Laurent Gbagbo 36,6 % der Wählerstimmen, während auf Alassane Ouattara 33,8 % und auf Henri Konan Bédié 26,9 % der Stimmen entfallen. Gbagbo und Ouattara werden sich am 28. November einer Stichwahl stellen.[83]

## Weblinks

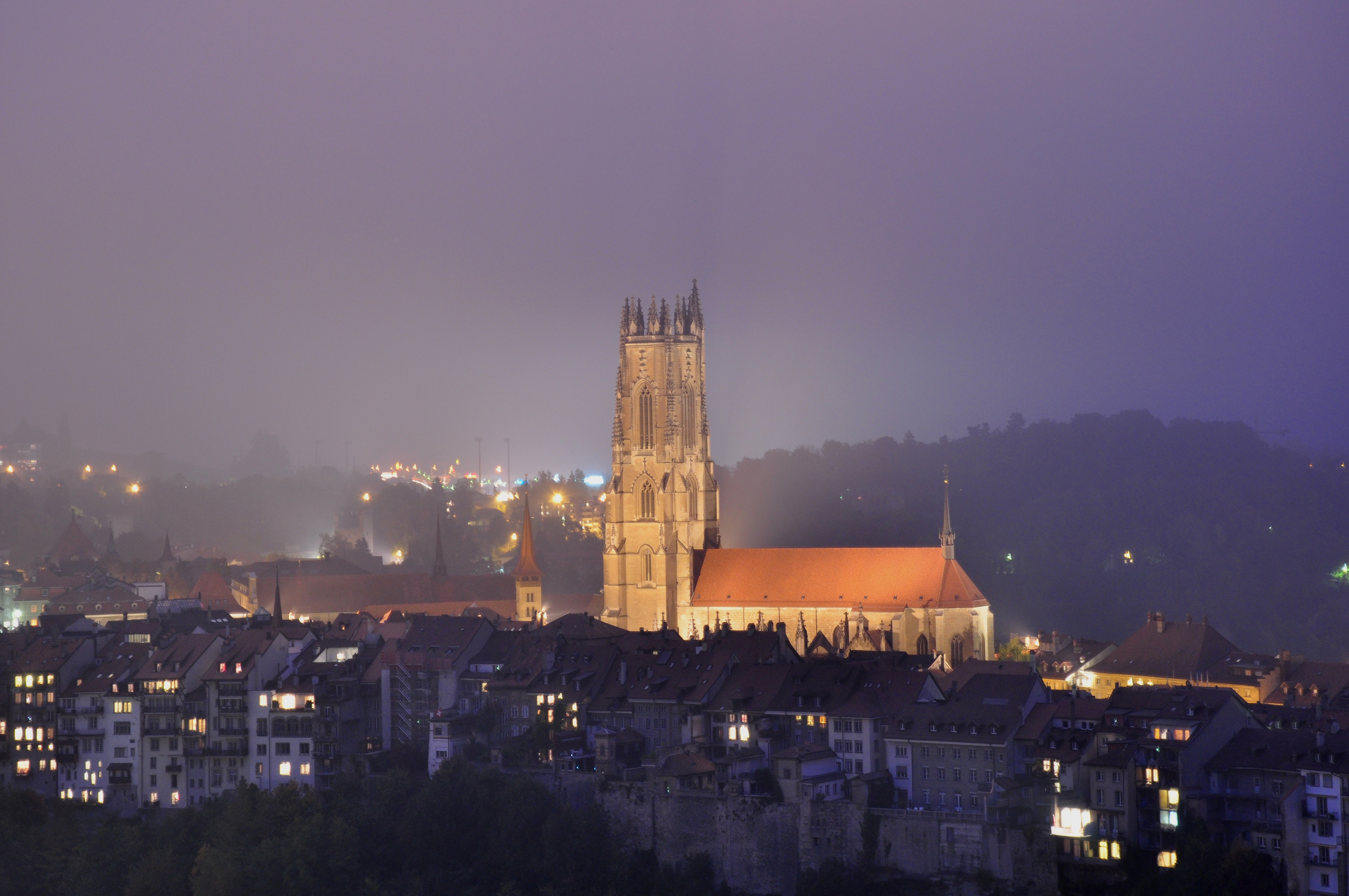
Kanton Freiburg im Oktober 2010